# Campeonato Mundial de Ginástica Artística de 2011 - Trave feminino
A competição de trave feminino do Campeonato Mundial de Ginástica Artística de 2011 teve sua final disputada no dia 16 de outubro. A qualificatória que definiu as ginastas finalistas foi disputada em 7 e 8 de outubro.

## Medalhistas
| Ouro   | CHN Lu Sui        |
| Prata  | CHN Yao Jinnan    |
| Bronze | USA Jordyn Wieber |

## Resultados

### Qualificatória
Esses são os resultados da qualificatória.
| Pos. | Ginasta               | Total  | Nota |
| ---- | --------------------- | ------ | ---- |
| 1    | RUS Viktoria Komova   | 15,400 | Q    |
| 2    | CHN Lu Sui            | 15,400 | Q    |
| 3    | USA Jordyn Wieber     | 15,233 | Q    |
| 4    | CHN Yao Jinnan        | 15,066 | Q    |
| 5    | ROU Catalina Ponor    | 15,000 | Q    |
| 6    | USA Alexandra Raisman | 14,933 | Q    |
| 7    | ROU Amelia Racea      | 14,733 | Q    |
| 8    | CHN Huang Qiushuang   | 14,666 |      |
| 9    | CHN Jiang Yuyuan      | 14,575 |      |
| 10   | RUS Yulia Inshina     | 14,566 | Q    |
| 11   | ROU Raluca Haidu      | 14,533 |      |
| 12   | GRE Vasiliki Millousi | 14,450 | R    |
| 13   | GBR Hannah Whelan     | 14,400 | R    |
| 14   | RUS Anna Dementyeva   | 14,400 |      |
| 15   | USA Gabrielle Douglas | 14,400 |      |
| 16   | ROU Ana Porgras       | 14,400 |      |
| 17   | JPN Asuka Teramoto    | 14,366 | R    |

- Q - qualificada para a final
- R - reserva

### Final
Esses são os resultados da final.
| Pos. | Ginasta               | Nota D | Nota E | Pen. | Total  |
| ---- | --------------------- | ------ | ------ | ---- | ------ |
|      | CHN Lu Sui            | 6,600  | 9,266  |      | 15,866 |
|      | CHN Yao Jinnan        | 6,500  | 8,733  |      | 15,233 |
|      | USA Jordyn Wieber     | 6,200  | 8,933  |      | 15,133 |
| 4    | USA Alexandra Raisman | 6,400  | 8,666  |      | 15,066 |
| 5    | ROU Amelia Racea      | 5,900  | 8,633  |      | 14,533 |
| 6    | RUS Yulia Inshina     | 5,700  | 8,825  |      | 14,525 |
| 7    | ROU Catalina Ponor    | 5,700  | 8,541  |      | 14,241 |
| 8    | RUS Viktoria Komova   | 5,900  | 7,866  |      | 13,766 |